# Lucy Frazer
Lucy Claire Frazer, née le 17 mai 1972 dans le Yorkshire, est une avocate et femme politique britannique,.
Membre du Parti conservateur, elle est secrétaire financier du Trésor de 2021 à 2022 dans le second gouvernement de Boris Johnson, et de 2023 à 2024, elle est secrétaire d'État à la Culture, aux Médias et aux Sports.

## Biographie

### Jeunesse et études
Grandit près de Leeds au nord de l'Angleterre, elle fréquente par la suite le Newnham College à Cambridge, étant élue présidente de la Cambridge Union Society en 1993.

### Carrière privée
Barrister de profession, Frazer reçoit le titre honorifique de Queen's Counsel en 2013 (King's Counsel depuis 2022).

### Carrière politique
Élue députée pour la circonscription de South East Cambridgeshire en Est-Anglie lors des élections générales de 2015, avec 48,5 % des voix, devant Jonathan Chatfield, son plus proche adversaire et candidat des Libéraux-démocrates, à 20,2 % des voix. Elle succède à Jim Paice, qui ne se représente pas, dans la circonscription historiquement acquise aux conservateurs. Elle est aisément réélue en 2017 et 2019.
Elle soutient le maintien dans l'Union européenne lors du référendum de 2016. En juillet 2016, elle est nommée secrétaire parlementaire privée du nouveau ministre au bureau du Cabinet et Paymaster-General, Ben Gummer, sous le premier gouvernement de Theresa May.
Nommée sous-secrétaire d'État parlementaire au ministère de la Justice en janvier 2018 sous le second gouvernement de Theresa May, elle sert par la suite à deux reprises en tant qu'avocate-générale pour l'Angleterre et le pays de Galles et ministre d'État aux Prisons. Maintenue dans les deux gouvernements de Boris Johnson, elle quitte les arcanes du ministère de la Justice en septembre 2021 pour devenir secrétaire financier du Trésor. Elle est Secrétaire d'État à la Culture, aux Médias et aux Sports de 2023 à 2024.

## Résultats électoraux
1. ↑  (en) BBC News, « UK results 2019 », sur bbc.com (consulté le 24 décembre 2019)